# Хотел за кучета
„Хотел за кучета“ (на английски: Hotel for Dogs) е американска семейна комедия от 2009 г. на режисьора Тор Фройдентал (в режисьорския му дебют), и е базиран на едноименния роман през 1971 г., написан от Лоис Дънкан. Във филма участват Ема Робъртс, Джейк Т. Остин, Кайла Прат, Лиса Кудроу, Кевин Дилън и Дон Чийдъл.
Това е вторият филм на Nickelodeon, който е продуциран от DreamWorks Pictures след „Лемъни Сникет: Поредица от злополучия“ (2004), и е първият филм на Nickelodeon да бъде продуциран извън Paramount Pictures, в който все още разпространява филма за DreamWorks. Снимките започват през ноември 2007 г. и се проведоха в градовете на Лос Анджелис и Юнивърсъл Сити, Калифорния. Филмът е пуснат по кината на 16 януари 2009 г. от DreamWorks Pictures.